# 強がりカポナータ
『強がりカポナータ』は、2019年12月25日に公開された日本の映画作品。

## 概要
『新橋探偵物語』内に登場した劇中劇ポスターから発想を膨らましたゲイポルノ映画。2019年12月25日に劇場公開。
翌年1月12日に横浜光音座1で舞台挨拶を行った。仮タイトルは劇中映画そのままの『たけしとかずよし』。劇中劇としてみても成立するように、男性キャスト陣は『新橋探偵物語』で役者およびその関係者として配役した役者陣で構成している。
タイトルのカポナータはシチリア島およびナポリの伝統料理。ナスを中心に煮込む料理を男性3人の溶け合う情景になぞらえている。
2020年9月25日から行われるUPLINK渋谷での特集上映「OP PICTURES TEAM若 -WAKA-」で初の一般劇場公開。アンコール上映を経て同年11月20日から単独ロードショー公開。同日には改めて舞台挨拶を行った。

## ストーリー
海辺の街で妹・茉凛とトラットリアを営む武。茉凛は交際相手の子を身篭っており、近々結婚式を挙げることになっている。相手は、7年前イタリア修行へ旅立った一義の弟・優生。このため親族として一義も一時帰国するのだが、実は一義は武の元恋人でもあったのだ。そこに海から現れた謎の男、彰も現れ、三角関係が始まった。

## キャスト
武
演 - 伊神忠聡
海辺の街でトラットリアを営むシェフ。家業と介護の生活の中、幸せに過ごしてきたが…。
一義
演 - 折笠慎也
7年前にイタリアへと料理修行の旅にに出た武の相棒。
彰
演 - 後藤剛範
海から上がってきた筋肉質の大男。
茉凛
演 - 秋乃ゆに
武の妹。トラットリアを手伝うが妊娠がわかる。
幾多郎
演 - 近藤善揮
トラットリアのオーナー。現在は食事などの介護が必要な身。
久海
演 - 久保亜津子
幾多郎の妻で武や茉凛の母。幾多郎の介護を献身的に行う。
鱸清順（きよのり）
演 - 尾倉ケント
トラットリアの常連客。海辺の町の役人で若者の移住を促す政策を日夜考えている。
優生
演 - 長野こうへい
茉凛の婚約者で一義の弟。

## スタッフ
- 企画・監督・編集：横山翔一

- プロデューサー：藤村政樹（towaie）

- 脚本：奥山雄太（ろりえ）
- 監督補：坂田科申（ふくよか舎）

- 撮影：佐藤直紀

- 録音：小柳多央

- 衣装：望月麻里

- 撮影助手：丸山桂

- 録音助手：三村一馬

- 撮影応援：鎌田輝恵
- ロケーションコーディネート：荒井樹里亜、青木康至
- フードコーディネート：松田憲明
- フィッシングコーディネート：松本知明
- スチール：竹村正成
- 編集・整音：藤村政樹,坂田科申
- タイトル：大脇初枝
- 劇伴：伊藤資隆
- 劇中音楽：レイ・アルフォンソ・正田、MAKOTO OKAZAKI[7]
- 録音：小柳多央[7]
- トレイラー編集：八ツ橋翔次
- 仕上げ：東映ラボ・テック株式会社
- 提供：オーピー映画
- 制作・著作：ふくよか舎／towaie
- 配給：オーピー映画